# Xinglong (socken i Kina, Guizhou, lat 26,62, long 107,69)
Xinglong (kinesiska: 兴隆, 兴隆乡) är en socken i Kina. Den ligger i provinsen Guizhou, i den sydvästra delen av landet, omkring 110 kilometer öster om provinshuvudstaden Guiyang.